# Lidingöbanan
La Lidingöbanan (letteralmente ferrovia di Lidingö) è una tranvia interurbana che collega la cittadina di Lidingö, nell'hinterland di Stoccolma, al capolinea di Ropsten della metropolitana.
La linea è lunga 9,2 km e serve prevalentemente un traffico pendolare. Nel sistema di trasporti di Stoccolma è classificata come linea L21, dove la L indica le Lokalbana, o ferrovie locali.

## Storia
La Lidingöbanan venne aperta nel 1914, e correndo quasi interamente in sede propria era classificata come ferrovia. Il servizio passeggeri era effettuato con vetture tranviarie, che partivano dal centro di Stoccolma percorrendo la rete tranviaria cittadina; il servizio merci invece era effettuato con normali mezzi ferroviari.
Nel 1967 la rete tranviaria di Stoccolma cessò l'esercizio, e pertanto i treni della Lidingöbanan vennero arretrati al capolinea periferico di Ropsten, dove tuttavia era possibile l'interscambio con l'omonima stazione della metropolitana, aperta in quello stesso anno.
Nel 2009 la classificazione della linea venne mutata da ferrovia in tranvia.
Dal 21 giugno 2013 al 24 ottobre 2015, la linea è stata oggetto di lavori di potenziamento e parziale raddoppio del binario. Le stazioni sono state ricostruite per essere più accessibili e consentire il transito di carrozze larghe 265 cm. Sette nuovi tram del tipo A36 con lunghezza di 40 m e larghezza 265 sono stati acquistati per sostituire i vecchi tram A30.
Il traffico sulla linea è ripreso regolarmente il 25 ottobre 2015.

## Caratteristiche
Il Lidingöbanan si presenta con una singola linea (numero 21) sulla quale si trovano 14 fermate, da Ropsten, nella zona nord-orientale di Stoccolma a Gåshaga brygga, nella parte sud-orientale di Lidingö.
A Ropsten è presente un interscambio con la linea rossa della metropolitana di Stoccolma (T13), mentre a Gåshaga brygga si possono prendere i battelli della Waxholmsbolaget.
È attualmente in progetto la connessione della linea con la Spårväg City, una tranvia realizzata nel centro di Stoccolma nel 2010.
| Linea | Tratta                   | Lunghezza | Fermate |
| ----- | ------------------------ | --------- | ------- |
| L21   | Ropsten – Gåshaga brygga | 9,2 km    | 14      |

### Percorso
| Urban head station |

| Unknown route-map component "uemABZg+r" |

| Unknown route-map component "uhKRZWae" |

| Unknown route-map component "ueBHF" |

| Unknown route-map component "ueABZgl" |

| Urban station on track |

| Unknown route-map component "ueHST" |

| Urban station on track |

| Urban station on track |

| Urban station on track |

| Urban station on track |

| Unknown route-map component "ueHST" |

| Urban station on track |

| Unknown route-map component "ueBHF" |

| Urban stop on track |

| Unknown route-map component "ueHST" |

| Urban station on track |

| Urban station on track |

| Urban station on track |

| Unknown route-map component "ueHST" |

| Unknown route-map component "uemABZgl" |

| Urban stop on track |

| Urban End station |